# Йолтуховський Микола Михайлович
Микола Михайлович Йолтуховський  (09.03.1940 — 09.12.2008) — український військовий діяч, генерал-лейтенант, командувач Північно-Західного напряму Прикордонних військ України.

## Біографічні відомості
Микола Михайлович Йолтуховський народився 9 березня 1940 року в селі Явтухи, Деражнянського району, Хмельницької області.
Після закінчення середньої школи в 1959 році був призваний на службу в прикордонні війська. Пройшов службу від солдата до начальника застави. Після закінчення в 1973 році Військової Академії ім. М. В. Фрунзе проходив службу в Прибалтиці, на Далекому Сході, в Середній Азії на посадах коменданта прикордонної комендатури, заступника начальника штабу, начальника штабу прикордонного загону, начальника прикордонного загону, а також брав участь у війні в Афганістані. 
У 1985 році закінчив курси Академії Генерального штабу.
Після проголошення незалежності України повернувся на батьківщину. З травня 1992 року по 2002 рік обіймав посаду командувача Північно-Західного напряму Прикордонних військ України. Впродовж десяти років здійснював розбудову кордону з Білоруссю, запроваджував нові форми охорони державного кордону на західних рубежах України. 
З 2002 року — радник Голови Держкомкордону з дислокацією у Львові. 
Помер 8 грудня 2008 року. Похований на Личаківському кладовищі.

## Нагороди
Нагороджений радянськими орденами Червоної Зірки,  За службу Батьківщині» ІІІ ступеня, українським орденом Богдана Хмельницького, золотою медаллю «За ефективне управління» (2002 рік) та ще 16 різноманітними медалями. 

## Пам'ять
У 2012 році у Львові на будівлі  Західного регіонального управління Державної прикордонної служби України по вулиці Мечнікова, 16а Миколі Йолтуховському встановлено меморіальну дошку (бронза, барельєф).